# Trije labodje
Trije labodje je bila revija, ki so jo leta 1922 začeli izdajati ekspresionisti v Novem mestu. Bila je logično nadaljevanje novomeške pomladi in je udejanjila željo umetnikov po lastnem glasilu. 
Pri njenem nastajanju so imeli glavno vlogo Anton Podbevšek, Srečko Kosovel, Josip Vidmar, Marij Kogoj, Božidar Jakac in drugi. Revija naj bi Podbevšku služila kot odskočna deska za izgradnjo lastne generacije, a se je že kmalu po izidu prve številke sprl z Vidmarjem, ki si je prizadeval za uveljavitev in objavljanje »čiste umetnosti«. Podbevšek je izstopil iz uredništva ter ustanovil lastno revijo Rdeči pilot. Po Podbevškovem odhodu je Tri labode doletela nesrečna usoda, saj je bila naslednja številka kljub temu, da je Vidmar k sodelovanju povabil nekaj že uveljavljenih slovenskih književnikov (npr. Otona Župančiča), hkrati tudi zadnja.
Podobno glasilo slovenskih avantgardistov se je imenovalo Tank.